# Linia kolejowa nr 86
Linia kolejowa nr 86 – planowana w CPK, magistralna, dwutorowa, zelektryfikowana linia kolejowa dużych prędkości. 
W pierwszym etapie prac CPK ma zostać wybudowany odcinek Sieradz Północny – Wrocław Główny. W późniejszym czasie planowana jest rozbudowa do granicy Polski z Czechami.